# Gleichnis von den musizierenden Kindern
Das Gleichnis von den musizierenden Kindern oder von den spielenden Kindern ist ein Gleichnis Jesu, das in den Evangelien nach Matthäus und Lukas überliefert ist. Es handelt von Kindern, die fröhlich Flöte spielen. Jedoch tanzt niemand dazu. Spielen sie Klagemusik, erwidert niemand den Klagegestus. Es wird erzählt, dass die Kinder darüber klagen; dies wiederum beschreibt „diese Generation“ bzw. die Pharisäer. Es wird sodann auf das Auftreten Johannes’ des Täufers hingewiesen, dessen asketischer Lebenswandel als abstoßend empfunden wurde. Jesus sei aufgetreten, aß und trank mit allen, wurde aber auch verachtet. Die Weisheit bekommt allerdings Recht, zumal von ihren Kindern.

## Übersetzung
Es folgt der Text der Perikope im Vergleich der Parallelstellen.
| Mt 11,16-19 | Lk 7,31-35 |
| --- | --- |
| 16 Mit wem soll ich diese Generation vergleichen? | 31 Mit wem soll ich also die Menschen dieser Generation vergleichen? Wem sind sie ähnlich?                                                         |
| Sie gleicht Kindern, die auf dem Marktplatz sitzen und anderen Kindern zurufen:                                                                                             | 32 Sie sind wie Kinder, die auf dem Marktplatz sitzen und einander zurufen:                                                                        |
| 17 Wir haben für euch auf der Flöte (Hochzeitslieder) gespielt, und ihr habt nicht getanzt; wir haben Klagelieder gesungen und ihr habt euch nicht an die Brust geschlagen. | Wir haben für euch auf der Flöte (Hochzeitslieder) gespielt und ihr habt nicht getanzt; wir haben Klagelieder gesungen und ihr habt nicht geweint. |
| 18 Johannes ist gekommen, er isst nicht und trinkt nicht und sie sagen: Er ist von einem Dämon besessen.                                                                    | 33 Johannes der Täufer ist gekommen, er isst kein Brot und trinkt keinen Wein und ihr sagt: Er ist von einem Dämon besessen.                       |
| 19 Der Menschensohn ist gekommen, er isst und trinkt; darauf sagen sie: Dieser Fresser und Säufer, dieser Freund der Zöllner und Sünder!                                    | 34 Der Menschensohn ist gekommen, er isst und trinkt; darauf sagt ihr: Dieser Fresser und Säufer, dieser Freund der Zöllner und Sünder!            |
| Und doch hat die Weisheit durch die Taten, die sie bewirkt hat, recht bekommen.                                                                                             | 35 Und doch hat die Weisheit durch alle ihre Kinder Recht bekommen.                                                                                |

## Ausgrenzung, Kontext, Gattung und Struktur
Schon die Eingangsfrage zeigt, dass ein Vergleich (bzw. je nach Definition eine Parabel oder Gleichnis) folgt. Formal ist der vorliegende Textausschnitt dreiteilig: Gleichnis mit Einleitungsfrage und Szenenbeschreibung – Anwendung auf Johannes den Täufer und Jesus – abschließendes Weisheitswort.
Lukas schildert die Perikope im 7. Kapitel, welches Zeichen und Worte Jesu umfasst. Ihr voran geht die Frage der Johannesjünger, ob Jesus der sei, „der kommen soll“ (V. 20), und die ihnen durch Wundererzählungen beantwortet wird. Unmittelbar voran steht Jesu Urteil über den Täufer, der „mehr als ein Prophet“ (V. 26) sei; durch seine Predigt und seinen Ruf zur Taufe scheiden sich die umkehrwilligen Teile des Volkes, wozu „sogar Zöllner“ gehörten (vgl. V. 29), von den „Pharisäern und Gesetzeslehrern“ mit ihrer Ablehnung (vgl. V. 30). Im Anschluss an das Gleichnis steht die Begegnung Jesu mit der Sünderin im Haus des Pharisäers (V. 23-50).
Das Gleichnis findet sich mit großer Ähnlichkeit in der Formulierung auch bei Matthäus (11,16-19), hat aber sonst keine Parallelstellen. Der Kontext der Matthäus-Parallele unterscheidet sich teilweise. Die Diskussion mit den Johannesjüngern und Jesu Urteil über den Täufer sind sehr ähnlich, doch die vorausgehende Überleitung fehlt (statt des Vergleichs mit den umgekehrten Sündern spricht Jesus hier von Elija und Gewalt am Himmelreich, Mt 11,12-15). Matthäus lässt der betrachteten Stelle Unheilsankündigungen über Chorazin und Betsaida folgen (V. 20-24).
Aufgrund der eher losen Verknüpfung mit dem Kontext kann davon ausgegangen werden, dass das Gleichnis allein im Umlauf war, wahrscheinlich zunächst ohne die Verknüpfung mit Johannes dem Täufer und Jesus.

## Einzelversanalyse
Folgt man der Zwei-Quellen-Theorie, ist der Stoff der Logienquelle Q zuzuordnen. Da die Matthäusversion nur geringfügig von der des Lukas abweicht, lässt sich der Q-Text relativ gut rekonstruieren.

### Die Einleitungsfrage
Die Einleitungsfrage ist bei Lukas pleonastisch („Mit wem soll ich also die Menschen dieses Geschlechtes vergleichen und wem gleichen sie?“), Mt 11,16 hat nur „Mit wem soll ich also dieses Geschlecht vergleichen?“. Matthäus verwendet eine andere Partikel (δὲ) als Lukas (οὖν; beide „also“); beides sind redaktionelle, d. h. nicht in Q enthaltene Anschlüsse an das Vorhergehende. Da sich sehr ähnliche Doppelfragen auch in Lk 13,38 , Mk 4,30  und Jes 40,18  finden, wird mehrheitlich davon ausgegangen, dass Q die Doppelfrage enthielt und Matthäus den zweiten Teil strich; Lukas hingegen habe „die Menschen (dieses Geschlechts)“ ergänzt.
Der Ausdruck „Geschlecht“/„Generation“ (γενεά) meint zunächst zeitlich die aktuelle Zuhörerschaft bzw. die Zeitgenossen  und ist motivgeschichtlich ein Topos und „bedeutet im Kontext von Q die letzte ‚Generation‘, hat abwertenden Klang und ist eindeutig auf Israel bezogen.“

### Das Gleichnis von den Kindern
Konsequenterweise unterscheidet sich das folgende Hauptverb grammatikalisch: Matthäus fährt mit dem Singular fort (bezogen auf „diese Generation“), Lukas muss den Plural verwenden („die Menschen dieser Generation“). Matthäus schreibt mit einer leicht veränderten Partizipstellung allgemeiner und spricht von „den Märkten“ im Plural (bei Lukas im Singular); vgl. Agora. Die Ursprünglichkeit von „Markt“/„Märkten“ lässt sich kaum sicher entscheiden.
Ein für die Auslegung gewichtiger Unterschied zwischen Mt und Lk betrifft das Rufen der Kinder: bei Lukas rufen die Kinder ἀλλήλοις „einander“, was impliziert, dass „diese Generation“ wie eine Gruppe sei, innerhalb derer das Zurufen misslingt; Matthäus vergleicht „diese Generation“ mit Kindern, die τοῖς ἑτέροις „den anderen“ zurufen, wobei die „Anderen“ auf den Ruf nicht eingehen. Müller und die Critical Edition of Q halten die matthäische Version aus stilistischen Gründen für ursprünglich. Für die anschließende Form von „und sie sagen“ liegen verschiedene Varianten vor.
Die „Klagerede“ der Kinder ist als antithetischer Parallelismus gehalten, wonach die gegensätzlichen Aktionen der Kinder – Freuden- und Trauermusik – jeweils keinen Anklang finden. In den syrischen Übersetzungen reimen sich „ihr habt geklagt“ und „ihr habt geweint“.
Das Gesagte ist bei Matthäus und Lukas identisch bis auf das letzte Verb: bei Matthäus eine Form von κόπτω „abschlagen“, hier medial „sich (vor Trauer) an die Brust schlagen; klagen; heftig trauern; beweinen“, bei Lukas eine Form von κλαίω „beweinen; trauern (allgemein)“.  Beides sind Trauerbezeugungen, die in Lk 8,52 auch zusammen genannt werden. Die matthäische Version wird mehrheitlich für ursprünglich gehalten.

### Johannes und Jesus
Der Übergang von der Frage zur Antwort („Wem gleicht diese Generation? Sie gleicht …“) ist im griechischen Lukas-Text eine Reduplicatio (… εἰσὶν ὅμοιοι; – ὅμοιοί εἰσιν …). Die anschließende Deutung, V. 33 und 34, charakterisiert den Täufer bzw. Jesus in einem antithetischen Parallelismus, jeweils gefolgt von der verurteilenden Meinung „dieser Generation“ bzw. der „Pharisäer und Schriftgelehrten“.
Das zweimalige „gekommen ist“ steht bei Lukas im Perfekt und bei Matthäus im Aorist – ebenso in Lk 5,32 || Mt 9,13 –, nur bei Lukas findet sich beim Namen Johannes der Zusatz „der Täufer“. Müller zufolge ist in beiden Fällen Lukas sekundär: „Das Perfekt unterstreicht die lk Tendenz zum Rückblick auf das Gekommensein Jesu und des Täufers, und bei Johannes ist die Zufügung der Täuferbezeichnung eher wahrscheinlich als deren Streichung.“ Ferner unterscheidet sich die zweimalige Anrede (Lk 7,33f.: „und ihr sagt“; Mt 11,18f.: „und sie sagen“).
Bei der Charakterisierung des Täufers unterscheiden sich die Partikel für „weder – noch“ sowohl zwischen Mt und Lk als auch bei verschiedenen Textzeugen; eine Rekonstruktion ist hier kaum möglich. Etwas gewichtiger ist der Unterschied, dass „Brot“ und „Wein“ nur bei Lukas genannt werden (Mt 11,18: „weder essend, noch trinkend“), was ursprünglich sein könnte.
Im Vorwurf gegenüber Jesu, er sei ein „Fresser und Weinsäufer“, klingt Jeremias‘ zufolge Dtn 21,20  an, wonach ein störrischer und unbelehrbarer Sohn, der „ein Verschwender und Trinker“ ist, zu steinigen sei.
Der (zugeschriebene) Menschensohn-Titel steht hier klar für das (vergangene) Wirken des irdisch-historischen Jesus, hatte aber motivgeschichtlich ursprünglich apokalyptischen Bezug, weswegen Schulz das Gleichnis der jüngeren, d. h. hellenistisch-judenchristlichen Traditionsschicht innerhalb von Q zuordnet.
Gleichwohl ist es möglich, dass das Bild des Gleichnisses im Kern auf Jesus selbst zurückgeht und die Informationen aus der Deutung historisch plausibel sind: Johannes der Täufer lebte asketisch und trat mit einer Gerichtspredigt auf; Jesus von Nazareth pflegte Tischgemeinschaft mit von „Israel“ abgewerteten Gesellschaftsschichten. Die Kritik an Jesus, er sei ein „Fresser und Weintrinker“, gilt ebenso als historisch, denn „sie wäre nicht erfunden worden“. Jesus und der Täufer traten in enger zeitlicher Folge auf und beiden widerfuhr zumindest teilweise Ablehnung. Beide traten als Prediger auf und werden in der Perikope gleichberechtigt genannt, d. h. ohne die altkirchlich sonst übliche Unterordnung des Täufers gegenüber Jesus. Der Gegensatz zwischen Jesus- und Johannesjüngern wird auch in Lk 15,1f.  und Lk 5,33  thematisiert.

### Das abschließende Weisheitswort
Es folgt ein Deutewort, welches zwar durch καὶ „und“ angeschlossen wird, aber – hebraisierendem Sprachgebrauch folgend – adversative Bedeutung hat, indem der Ablehnung seitens „dieser Generation“ die Weisheit entgegengestellt wird.
Die Übersetzungen unterscheiden sich vor allem bei dem Verb, einer Aorist-Passiv-Form von δικαιόω „(ge)recht machen; rechtfertigen; Recht geben; sich als richtig erweisen“.
Für die „Kinder“ im Gleichnis steht im Griechischen παίδιον (V. 32), was vorrangig auf das Kindesalter abzielt (Diminutiv von παῖς „Kind“; das Kindesalter endet klassisch mit dem 7. Lebensjahr); in V. 35 steht hingegen τέκνον, was „Kind“ auch in übertragener Bedeutung meint, denn dieser vom Verb τίκτω „zeugen, zur Welt bringen“ abgeleitete Begriff verweist mehr auf die Abstammung („Nachkomme“, „Sprössling“) als auf das Alter oder die Entwicklungsstufe.
Die Parallelstelle Mt 11,19 ist gleich bis auf den letzten Ausdruck, der „… durch ihre Werke“ lautet, wobei im Codex Sinaiticus auch bei Lukas „Werke“ steht. Paul de Lagarde erklärt dies durch eine gemeinsame hebräische Grundlage von עבד, was je nach Vokalisierung „Werke, Handlungen“ oder „Diener, Knechte“ bedeuten kann. Als ursprünglich gilt τέκνων ohne πάντων im Q-Text; Matthäus ändere dies in ἔργα, um auf Mt 11,2 zurückzuverweisen („Johannes hörte im Gefängnis die Werke Christi …“).

## Interpretationen

### Rezeption in der Alten Kirche – Allegorese
Verschiedene Kirchenväter, vor allem Hilarius von Poitiers († 367), trennen in dem Gleichnis die zurufenden Verkünder und die ungläubig Verstockten, die darauf nicht eingehen. Die anstimmenden Kinder sind für Hilarius auch die Propheten, „wie es in dem Liede des Moses, wie es in denen des Isaias, des David und der übrigen Propheten gehalten wird“, sodann Johannes der Täufer und Jesus, die zum Lobpreis und zur Reue gerufen haben. Indem „diese Generation“, also letztlich die Juden, – gleichsetzt mit den als unwillig und eigensinnig verstandenen Kindern – beides abgelehnt haben, stünden sie weiter unter dem alten Gesetz, wobei sie „wegen der Schwierigkeit der Beobachtung nothwendig gegen das Gesetz sündigen“ müssen, und haben sich zugleich die Gnade des Evangeliums und die Freiheit verspielt.
Es liegt eine typische allegorische Auslegung der Perikope vor, die auf einer Aufteilung der Kindergruppe in Anstimmende und Nicht-Mitspielende basiert, wie es der Matthäus-Version nahesteht, und „diese Generation“ mit letzterer Gruppe verglichen wissen will; Johannes ist der, der die Klage anstimmte, während Jesus Freude anstimmte – beides „Künder-Kinder“ Gottes. Auch Hubert Frankemölle vertritt (zumindest in Bezug auf die Mt-Version) eine Gleichsetzung der Musizierenden mit Johannes und Jesus, wobei deren Musizieren (d. h. ihre Botschaft) „anders als erwartet“ sei und daher Ablehnung erfahre.

### Adolf Jülicher
Gegenüber der in der Antike und dem Mittelalter dominierenden allegorischen Auslegung, die von der spielunfähigen Kindergruppe auf die letztlich zu verwerfende „Generation“ schließen, brachte der Adolf Jülicher (1857–1938) einen Paradigmenwechsel. Seine Gleichnistheorie, der des Aristoteles ähnlich, soll hier kurz angerissen werden. Bildhafte Sprache sei streng nach dem Tertium Comparationis auszulegen. Basierend auf einer Aufteilung in Sachhälfte (Begriffssprache) und Bildhälfte (Bildsprache) dienen Gleichnisse dazu, „einen bereits gefassten Gedanken zum Leuchten zu bringen […] durch ein ὅμοιον, durch ein ihm ähnliches oder analoges Bild.“ Damit hat das Bild einen didaktischen, nicht aber einen erkenntnistheoretischen Stellenwert, weil die Aussage unabhängig von dem Bild bestehe und letzterem damit kein spezifischer Eigenwert zukommt.
Jülicher interpretiert die Lukas-Darstellung, wonach „diese Generation“ verglichen wird mit der einen Kindergruppe, innerhalb derer es nicht zum Spiel kommt. Das Tertium Comparationis ist für ihn „der launenhafte Eigensinn, der immer gerade das nicht will, was ihm angeboten wird.“ Und genau dies wolle Jesus an „dieser Generation“ kritisieren. „Solch einer Kinderschar, in der launischer Eigensinn dominiert, ist nicht zu helfen, die bringen kein gemeinsames Spiel fertig […], da sie sich von Launen und Eigenwilligkeit statt von Grundsätzen regieren lässt.“
Diesem Auslegungsschema wurde mit geringen Abweichungen seither häufig gefolgt: Vergleichspunkt ist die Launenhaftigkeit oder der Eigensinn der Kinder, bei Jeremias „diese herrschsüchtigen und unverträglichen Kinder, die ihren Kameraden vorwerfen, daß sie Spielverderber seien, weil sie nicht nach ihrer Pfeife tanzen wollen“, oder das Nicht-Erkennen des Kairos, d. h. der „Zeichen der anbrechenden Entscheidungsstunde“,  oder das Verpassen des Heilsangebotes – letztlich aller Angebote.
Auch Franz Mußner geht in diese Richtung, wenn er die Bildhälfte so beschreibt: „Die geplanten Spiele kommen nicht zur Ausführung, denn die Kinder sind […] wie eben Kinder häufig beim Spielen sind: launenhaft, trotzig und eigensinnig“, weil sie „nicht recht wissen, was sie eigentlich wollen […] So entsteht Streit“.  Die Aussage sei demnach: „Seine Gegner […] vermögen […] den Kairos, das Walten Gottes nicht zu sehen. Sie bleiben blind gegenüber dem, was vor ihren Augen geschieht, sie fällen darüber kritische Urteile, die nur verraten, dass sie launischen Kindern gleichen, die nicht mitmachen wollen, wenn das Spiel beginnen soll.“

### Einwände gegen Adolf Jülicher
So sehr das neue Auslegungsmuster Jülichers geschätzt wird, gibt es zwei Ansatzpunkte, die seine Kernbestimmung zu einer Verbesserung rufen wollen. Zum einen scheint ihr ein verengtes Verständnis des Spielens zu Grunde zu liegen, welches durch „Grundsätze“ definiert sei und dessen Ideal demnach der reibungslose, fast schon mechanische Vollzug eines Regelwerkes sein müsse. Zum anderen wird ein negatives Kinderbild – „launenhaft, trotzig und eigensinnig“ – unterstellt, welches zwar in einem antiken Text nicht verwundern muss, aber auch weniger dazu passt, wie Jesu Umgang mit Kindern sonst geschildert wird (vgl. Lk 9,47f.  und die Kindersegnung ).
Daher wurde in der Zeit nach Jülicher der sozialgeschichtliche Hintergrund des Kinderspiels untersucht. Bei den misslingenden Spielen handelt es sich um zwei Imitationsvorgänge, zum einen vom Freudentanz, besonders bei einer Hochzeit, zum anderen von der Totenklage bei einer Bestattungszeremonie. Diese ist damals ritualisiert: Die Trauernden weinen und fasten (2 Sam 1,12 ), schlagen sich an Hüften und Brust, (Jes 32,12 ), gehen barfuß, scheren das Haupthaar, stutzen oder verhüllen den Bart (Ez 24,17 ; Am 8,10 ) oder streuen Asche aufs Haupt (2 Sam 3,31 ). Auch in der zeitgenössischen römischen Kultur gab es entsprechende Bräuche, doch lässt sich das Musizieren der Kinder im Gleichnis wohl nicht näher beschreiben. Dennoch ist festzuhalten, dass das Gleichnis wesentlich mehr aussagen will, als nur Jesu Abwendung von „dieser Generation“ zu artikulieren.
Wichtig ist dabei die Gegensätzlichkeit der Einladungen (Freude vs. Trauer), die allesamt unerfüllt bleiben. Ferner wurde auf die Prophezeiung in Sach 8,5  („Die Straßen der Stadt werden voll Knaben und Mädchen sein, die auf den Straßen Jerusalems spielen.“) hingewiesen, wo u. a. das gelingende Spielen im wiederhergestellten Jerusalem das endzeitliche Heil beschreibt. Doch im Gegensatz zu Klgl 2,11f. 21  ist dieses Heil bei den Kindern in diesem Gleichnis nicht wegen Zerstörung, Fremdherrschaft oder dem Zorn Gottes unverwirklicht, sondern weil keiner mitspielt.
Das gelingende und leidenschaftliche Mitspielen lässt sich allerdings nicht auf das Befolgen der Spielregeln reduzieren, dem die Eigenwilligkeit unerzogener Kinder entgegenstehen würde. Denn: „Ist das Spiel nicht vielmehr ein Phänomen, das die Beteiligten über das hinausführt, was sie aus eigenem Antrieb machen können? Ist das Spiel nicht eines jener Lebensphänomene, das die Subjekte vom Zurückgeworfensein auf den eigenen Willen befreit und ihnen so Dinge zuspielt, die mehr sind als das, was sie wollen können und müssen?“ Außerdem ist in dem Kinderspiel nicht irgendeine beliebige Freizeitbeschäftigung zu sehen, sondern ein Grundvollzug des Lebens schlechthin, der gelingen soll, aber auch scheitern kann.

### Das „Rufen“ und das „Spielen“
Jülicher schreibt: „Faktisch denken sich Mt und Lc die Sache ganz gleich: die Kinder haben sich in zwei Gruppen geteilt, die sich aber zu gemeinsamem Spiel nicht einigen, sondern sich gründlich verzanken“,  wobei diese Gruppen keine direkten Gegenparteien bilden, die nacheinander ihren Ruf aussprechen und denen je eine der Zeilen „Wir haben euch…, ihr habt nicht…“ zuzuordnen wäre. Auch die Darstellung von Eric Bishop, bei der das „Sitzen“ (Lk 11,32) der Kinder ihr faules Zuschauerdasein verraten soll, erscheint ebenso überzogen wie die Annahme, die eine, aktive Gruppe ergreife die Initiative und die entgegengesetzte sei passiv. 
Die Stelle kritisiert die „Pharisäer und Gesetzeslehrer, die den Plan Gottes missachten“ (vgl. Lk 7,30 ). Damit verglichen herrscht bei den Kindern des Gleichnisses ein Durcheinander, eine Beliebigkeit, Chaos: Verschiedene Vorschläge, Ablehnung und Vorwürfe treten in der ganzen Kinderschar auf. Die Crux ist dabei, dass Begegnung nicht zu Stande kommt. Keiner sieht die Freude oder Trauer des anderen und würde liebevoll mitfühlen, und daher kann keiner auf den anderen eingehen. Aus dieser „Begegnungslosigkeit“ folgt zweierlei: zum einen der Streit untereinander, zum anderen das Nichterkennen des Anrufes Gottes in dem jeweiligen Moment. Beidem liegt zu Grunde, dass die Kinder nicht auf Tuchfühlung mit der Realität leben, sie sind fern von dem, was direkt vor ihnen liegt – der persönlich Nächste und die auftretenden Boten Gottes. Das heißt auch, dass es beim „Streit“ der Kinder nicht darum geht, dass die einen Recht hätten, die anderen dies aber ärgerlicherweise nicht einsehen, sondern das zwieträchtige Streiten ist nur das Symptom der fehlenden Begegnung, der Absonderung von der Musik, ein Bild für den nicht gelingenden Lebensvollzug. Die Lösung liegt daher in der Begegnung mit dem, was da ist, d. h. dem Menschen zugespielt wird bzw. in ihm ist. Dies schließt wiederum im Nächsten jedes menschliche Gegenüber ein und findet zugleich im Ruf durch Johannes und Jesus seine Zuspitzung. Diese sind damit in besonderer Weise „anspielende“ Kinder, aber nicht mit ihnen gleichzusetzen. Dem Bild ist auch keine scharfe Trennung zwischen den anspielenden und den restlichen Kindern einzutragen, da letztlich das Auftreten jedes Menschen zur Begegnung ruft. Gleichzeitig ruft die Musik nicht zu einem marionettenhaften Nachmachen, sondern dazu, Mitspieler zu sein.
Die Weisung des Paulus, „Freut euch mit den Fröhlichen und weint mit den Weinenden!“ (Röm 12,15 ) – begegnet dem, was da ist, mit einem offenen, mitfühlenden Herzen – beschreibt die Lösung des Problems der Kinder im Gleichnis. Der Charakter der Musik verdeutlicht dasselbe: Die Melodie, zu der man mal tanzt und mal mitleidet, wird vom Augenblick vorgegeben, jedes „zu seiner Zeit“ geschenkt. Die Musik wird zugespielt, wenn auch (im vorelektronischen Zeitalter immer) so sanft, dass sie sich nicht aufzwingt und „untergehen“ bzw. verpasst werden kann; dies macht den Einzelnen nicht passiv, sondern lebendig, wenn er bereit ist, gestaltend mitzuwirken.
Begegnung mit dem, was jetzt ist, ermöglicht Offenheit für das Andere, sogar das Gegensätzliche, dem ebenfalls begegnet werden kann, wenn es Realität ist. Dies fehlt den Kindern im Gleichnis, doch Johannes und Jesus hatten beide diese Weite: „Johannes hat Jesus als Messias erkannt, obwohl dieser nicht (wie er selbst) klagend zur Buße aufrief. Jesus hat sich von Johannes taufen lassen, obwohl dieser nicht (wie er selbst) flötenspielend zum Tanz aufforderte. In der Anerkennung der Andersheit des Anderen als notwendige Bedingung zur Erlösung und im Überschreiten der eigenen Grenzen erweisen sie sich als Kinder der Weisheit.“
Die gegensätzlichen Sichtweisen auf das Gleichnis – ruft eine Kindergruppe zu der anderen oder rufen sie alle untereinander? – müssen nicht als unvereinbare Alternativen nebeneinanderstehen, sondern können verbunden werden, indem man den Blick auf den Kernpunkt legt, dass die Begegnung im Sinne eines liebenden Mitfühlens scheitert. Dies impliziert das destruktive Durcheinander in der Kinderschar, das sich als Verweigerungshaltung der „Pharisäer“ gegenüber den Boten Gottes zeigt. Alles, was da ist, ruft zur Begegnung und ist letztlich Teil des universalen Anrufs Gottes an den Menschen. Johannes der Täufer und Jesus sind daher in besonderer Weise „anspielende“ Kinder, die zum Mitspielen, d. h. Begegnen, rufen, doch haben sie sich „unter die anderen Kinder gemischt“, sie bilden keine andere (aktive) Hälfte in strikter Trennung gegenüber den unwilligen Kindern, denn das Musizieren gelingt nur in Gemeinschaft.

### Das Weisheitswort
Das anschließende Weisheitswort „Und doch ist der Weisheit recht gegeben durch alle ihre Kinder“ geht formal und inhaltlich über das Gleichnis hinaus. Dieser Überschuss besteht zunächst darin, dass die personifizierte Weisheit (ἡ σοφία) genannt wird. Darin liegt ein Motiv, das auf die alttestamentliche Weisheitstradition aufbaut (vgl. u. a. Sir 4,11 ; Weish 7,27 ; ; Spr 9,1.3 ) und in der hellenistisch-jüdischen Sophia-Theologie eine eschatologische Prägung erhält, insbesondere indem Johannes und Jesus die letzten Boten der Weisheit sind.
Die „Kinder der Weisheit“ sind nicht identisch mit den spielenden Kindern, was schon die abweichenden griechischen Wörter nahelegen, haben aber doch mit ihnen zu tun: Da sie aus der Weisheit stammen, gelingt ihnen, was den Kindern im Gleichnis misslingt. Das legt der adversative Anschluss nahe. Doch das, was gelingt, ist nicht bloßes „Spiel“, sondern etwas sehr Wichtiges: Das Verb δικαιόω bedeutet klassisch „als Recht anordnen“ und wird in der Septuaginta in forensischem Kontext gebraucht, aber meist in der positiv gewendeten Bedeutung „Recht geben; richterlich freisprechen“. Der gerichtliche Sinn des Verbs soll unterstreichen, dass die entsprechenden Aussagen sozusagen „rechtskräftig beglaubigt“, mit voller Sicherheit, endgültig sind. Diese positive Bedeutung tritt dann auf, wenn Gott dabei der Richter ist. Richtet jemand anders, ist dies abzulehnende Selbstgerechtigkeit. Dies erhellt sich durch die weiteren Belegstellen des Verbs im Lukasevangelium:
- Kurz vor der betrachteten Perikope wird von dem zuhörenden Volk und den Zöllnern gesagt: sie „haben Gott recht gegeben“ (ἐδικαίωσαν, Lk 7,29 EU) und ließen sich von Johannes taufen. Das Verb steht hier aktiv, hat positive Bedeutung; grammatikalisches Subjekt sind die umgekehrten Sünder, Objekt ist Gott.
- In der Geschichte vom barmherzigen Samariter heißt es vom fragenden Gesetzeslehrer, er wolle „sich [gegenüber Jesus] rechtfertigen“ (δικαιῶσαι ἑαυτὸν, Lk 10,28 EU), als er die Nachfrage „Wer ist mein Nächster?“ stellt. Das Verb, bezogen auf den Gesetzeslehrer, ist hier reflexiv gebraucht und abwertend zu verstehen, da das Motiv des Gesetzeslehrers darin besteht, Jesus auf die Probe zu stellen (vgl. Lk 10,25 EU).
- In Lk 16,15 EU heißt es, die Pharisäer wollten „sich selbst rechtfertigen“ (δικαιοῦντες ἑαυτοὺς) gegenüber den Leuten, „doch Gott kennt das Herz.“ Die Verwendungsweise ist ähnlich der vorher genannten.
- In der Geschichte vom Pharisäer und dem Zöllner, die im Tempel beteten, heißt es von letzterem, er gehe „gerechtfertigt“ (δεδικαιωμένος, Lk 18,14 EU) nach Hause, „denn wer sich selbst erhöht, wird erniedrigt …“. Das Verb wird hier als Passivum divinum vom sich selbst anklagenden Sünder ausgesagt.

Die Beispiele machen deutlich, dass das Verb eine Grundhaltung des Menschen hinsichtlich dessen Sicht auf Gott und sich selbst beschreibt, die darin bestehen soll, dass Gott „recht hat“, ich aber nicht – und nicht umgekehrt – in Anerkennung dessen, dass nur Gott eine diesbezügliche Feststellung treffen soll. In diesem Sinn muss Gott „erhöht“ werden, und das tun die „Kinder der Weisheit“ im Gegensatz zu den „Pharisäern“. Die Übersetzung „Recht haben/geben“ erweckt den Anschein, es ginge um bloße Meinungen, doch geht es um den tieferen Zustand des Menschen: er soll Gott „zustimmen“. Dies schlägt eine Brücke zum Verständnis des betrachteten Verses: Aktivisch umgeschrieben hieße er ja: Die Kinder (Anhänger/Nachfolger) der Weisheit stimmen Gott zu, sie erkennen seine „Musik“ an, sie spielen mit, indem sie sich nicht bloß nach sich selbst ausrichten im Sinne der versuchten „Selbstrechtgebung“ der Pharisäer. „Die Kinder der Weisheit sind die, die von dieser [Gottes] Weisheit leben und sich dergestalt durch sie bestimmen lassen, dass sie nicht aus sich selbst leben.“ Damit wird – über das Gleichnisbild hinaus – ausgesagt, dass Gottes Musik(angebot) trotzdem besteht, auch wenn es ignoriert wird oder unbekannt ist; seine Kinder hören es und die entsprechenden „Werke“ bezeugen es.
Trotz seiner verhältnismäßig geringen Bekanntheit hat das Gleichnis kerygmatischen Wert. Die Stelle legt zwar offen, dass das Erkennen der Boten Gottes und die Gemeinschaft mit ihnen in ihrer irdischen Zeit zumindest teilweise ausblieben. Vor diesem Hintergrund ist die Botschaft der Perikope mahnend zu verstehen, denn Gott hat sich gerade nicht von seinem Volk abgewendet, auch wenn er verkannt wird. 

## Liturgische Rezeption
In der katholischen Leseordnung wird Lk 7,31-35 am Mittwoch der 24. Woche im Jahreskreis gelesen. Die Mt-Parallele wird am Freitag der 2. Woche im Advent gelesen.